# Phymatodes tysoni
Phymatodes tysoni är en skalbaggsart som beskrevs av Chemsak och Linsley 1984. Phymatodes tysoni ingår i släktet Phymatodes och familjen långhorningar. Inga underarter finns listade i Catalogue of Life.